# Ruy Barbosa
Ruy Barbosa de Oliveira (ur. 5 listopada 1849 w Salvadorze w Brazylii, zm. 1 marca 1923 w Petrópolis) – brazylijski polityk i prawnik. W 1907 na II Międzynarodowej Konferencji Pokojowej w Hadze jako przedstawiciel Brazylii opowiedział się za przywróceniem Polsce niepodległości.
Jest patronem L Liceum Ogólnokształcącego w Warszawie.
22 lutego 2022 popiersie Ruya Barbosy odsłonięto w Bibliotece Jagiellońskiej. 40-kilogramowy odlew z brązu autorstwa Letícii Dornelles pojawił się w Krakowie z inicjatywy Ambasadora Federacyjnej Republiki Brazylii Hadila Fontesa da Rocha Vianny oraz Konsula Honorowego Federacyjnej Republiki Brazylii w Małopolsce i na Śląsku Grzegorza Hajdarowicza.
W 1931 roku w obecności posła polskiego w Brazylii odsłonięto w Rio de Janeiro pomnik Ruya Barbosy.